# Calyptorhynchinae
Calyptorhynchinae (raafkaketoes) is een onderfamilie van kaketoes, voor het eerst omschreven door de bioloog Anselme Gaëtan Desmarest in 1826. Raafkaketoes komen alleen voor in Australië. Er zijn vijf soorten raafkaketoes, verdeeld over twee geslachten:
Geslacht Calyptorhynchus:
- Calyptorhynchus banksii  – Roodstaartraafkaketoe
- Calyptorhynchus lathami  – Bruine raafkaketoe

Geslacht Zanda:
- Zanda baudinii  – Langsnavelraafkaketoe
- Zanda funerea  – Geeloograafkaketoe
- Zanda latirostris  – Kortsnavelraafkaketoe

## Afbeeldingen

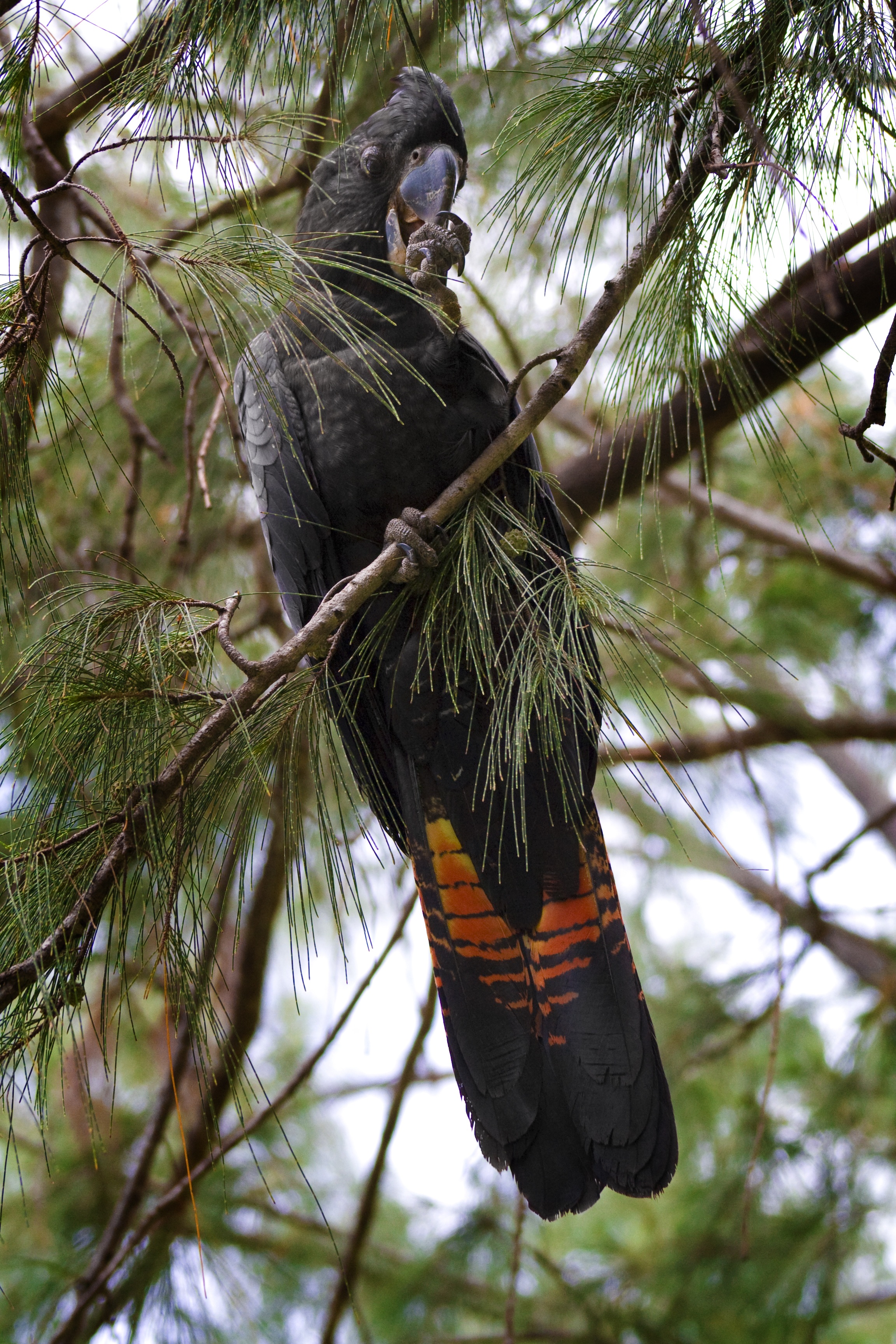
Roodstaartraafkaketoe
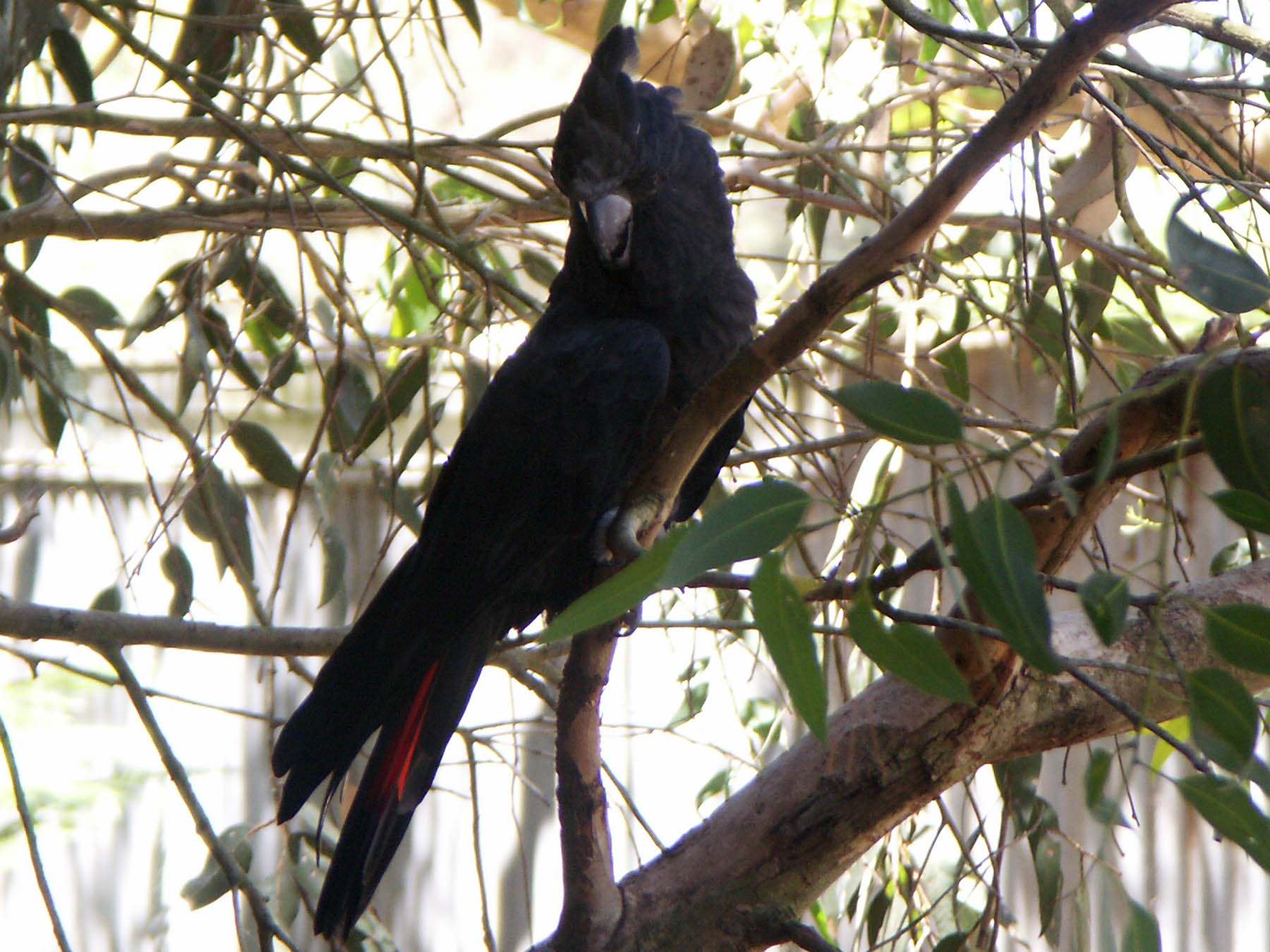
Bruine raafkaketoe
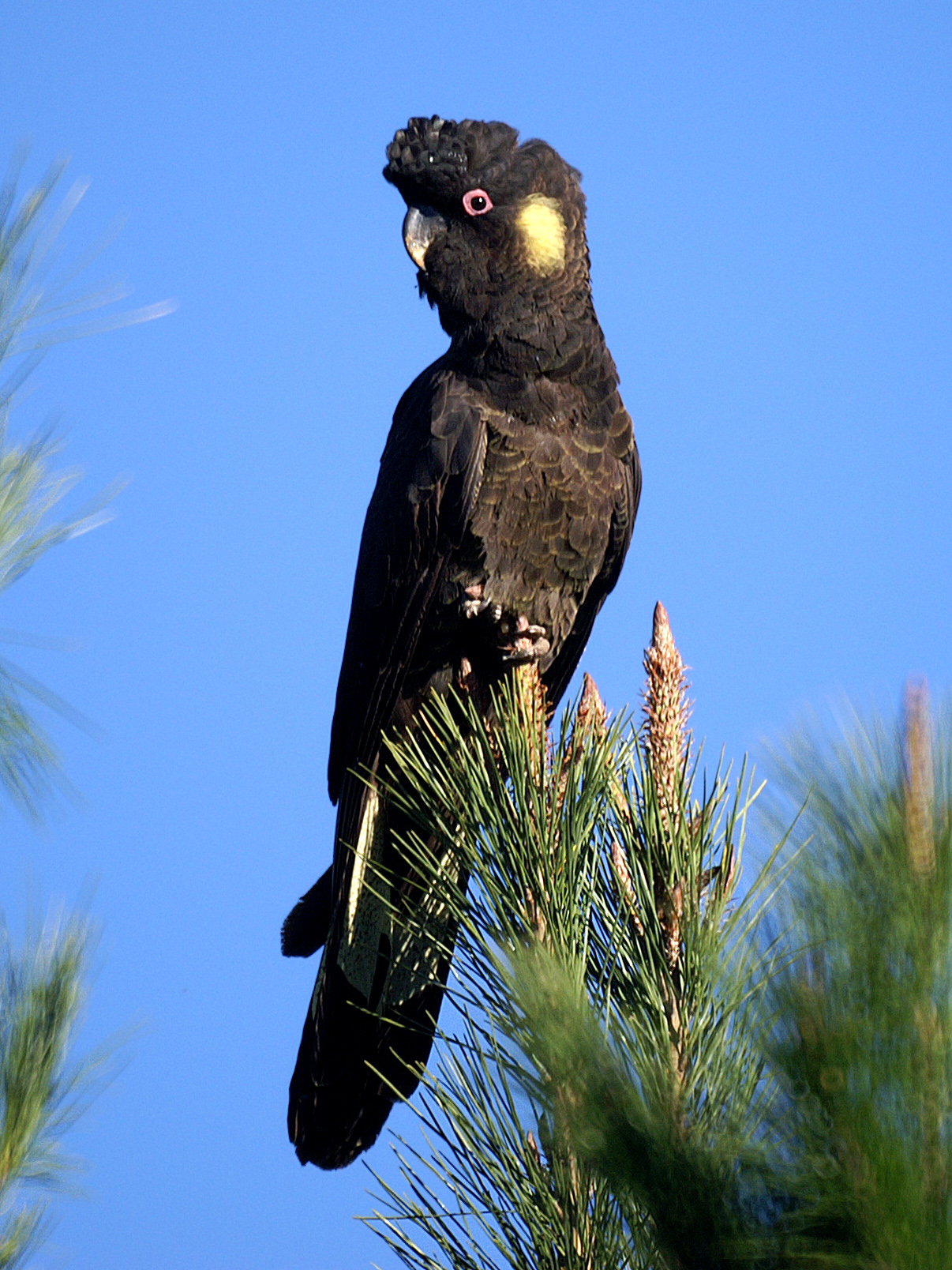
Geeloograafkaketoe
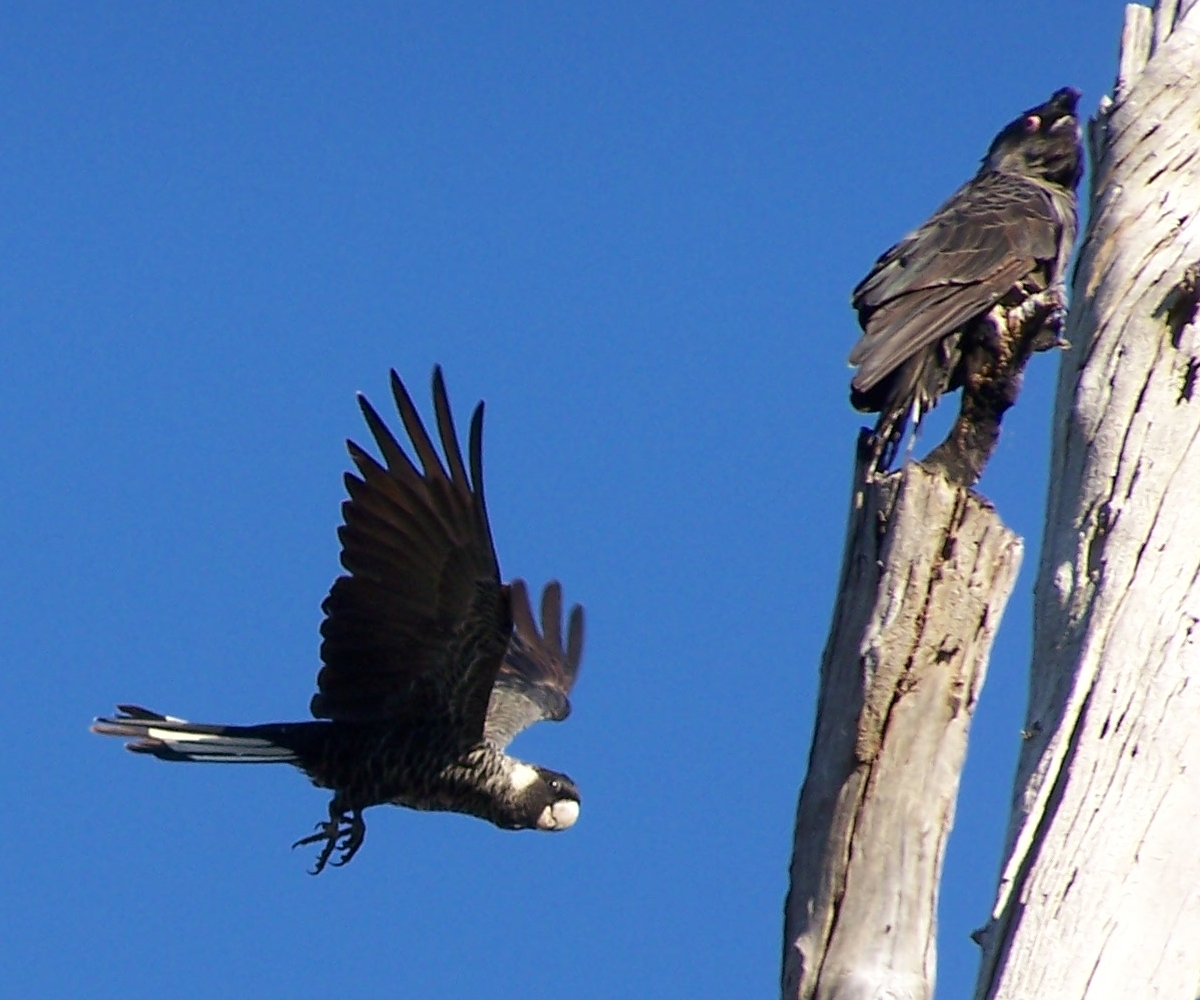
Kortsnavelraafkaketoe